# Ernst Gottfried Lowenthal

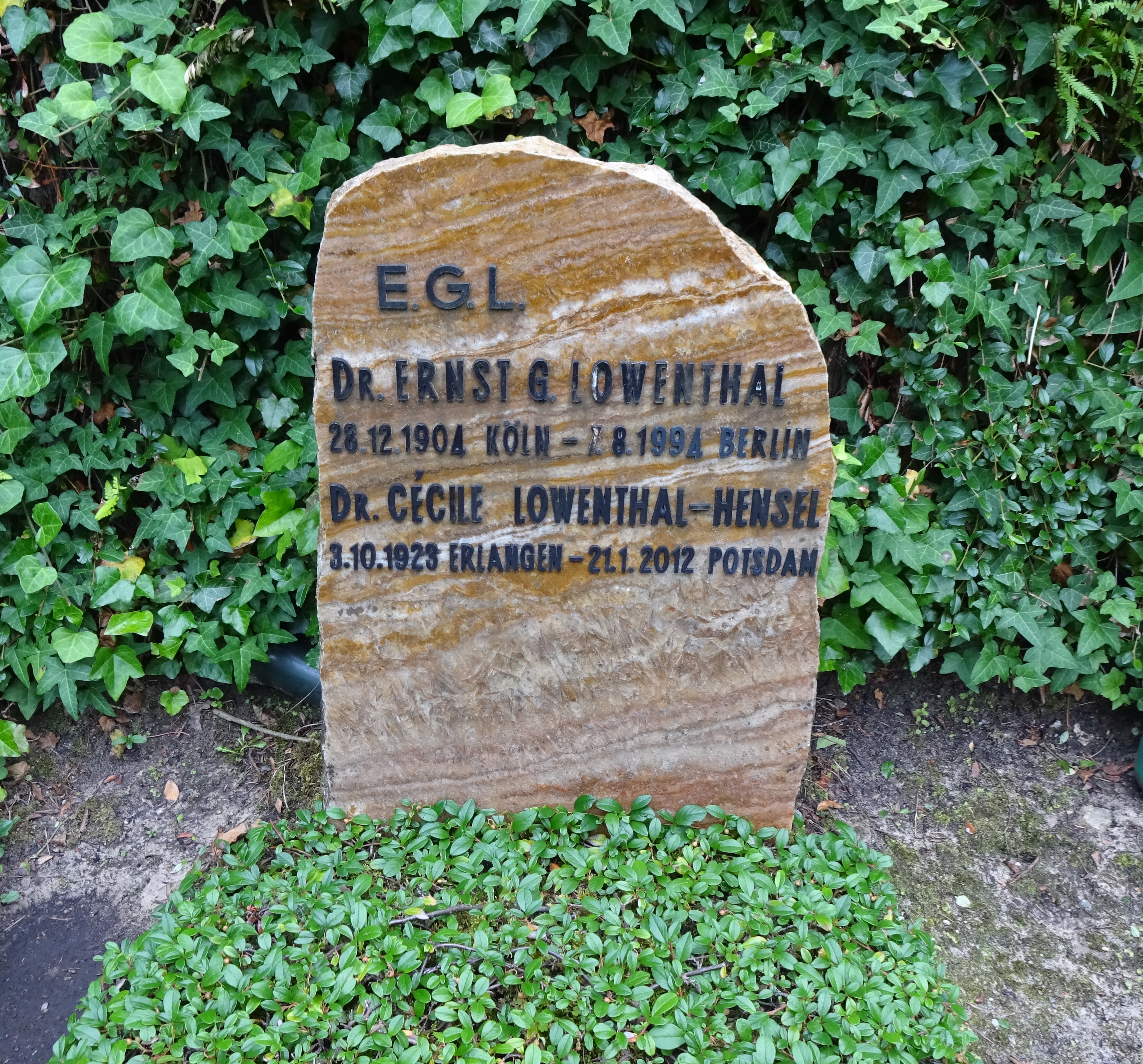
Grab in Berlin

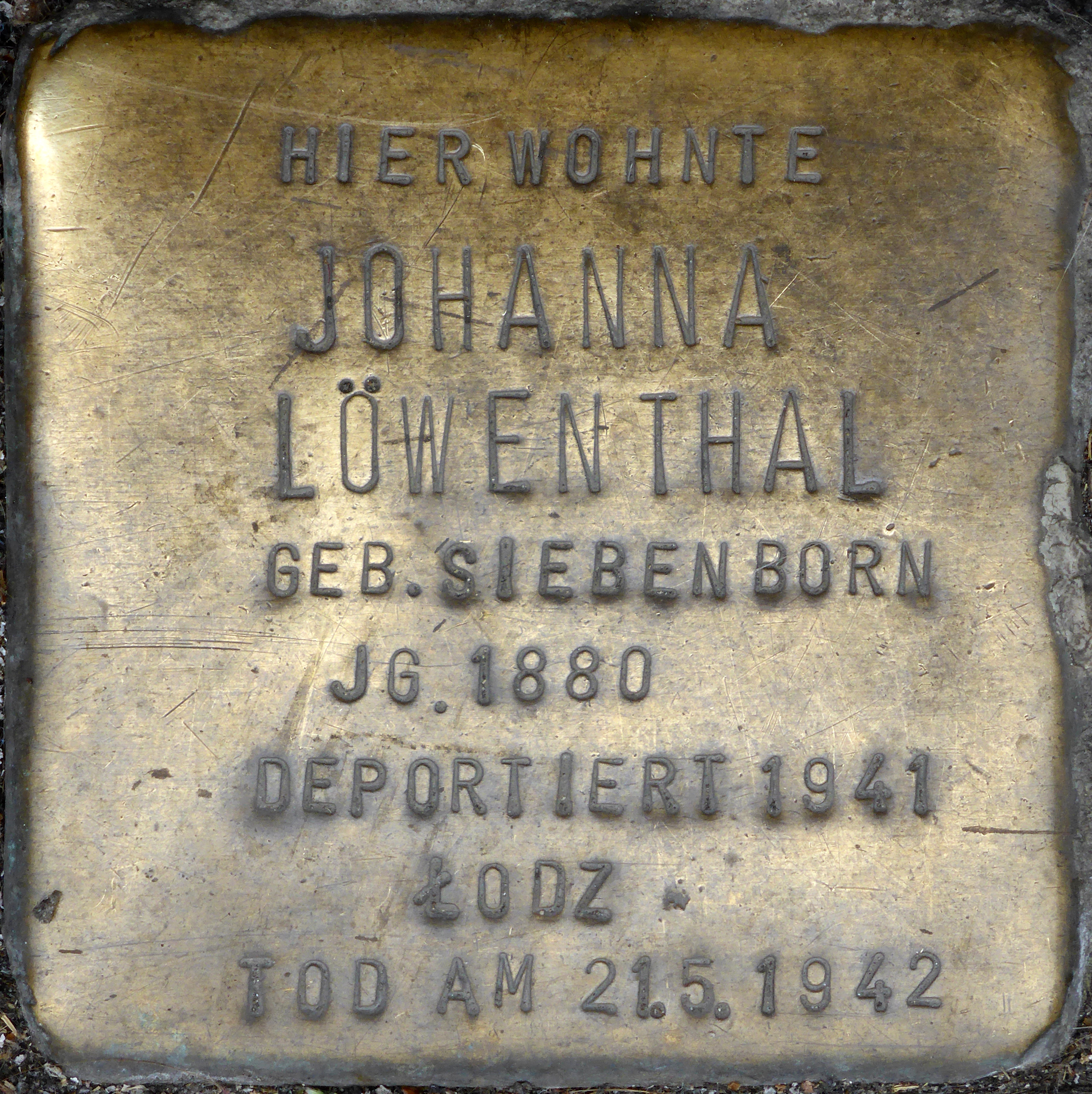
Stolperstein der Mutter in Köln

Ernst Gottfried Lowenthal (geboren 28. Dezember 1904 in Köln; gestorben 7. August 1994 in Berlin) war ein deutsch-britischer Publizist, Journalist, Redakteur und Volkswirt.

## Leben
Lowenthal war ein Sohn des Ludwig Löwenthal (1865–1935) aus Lennep und der Johanna Siebenborn (1880–1942) aus Köln. Lowenthal wurde 1926 Diplom-Volkswirt und ein Jahr später zum Dr. rer. pol. promoviert. Von 1929 bis 1938 war er Referent im Central-Verein und Mitarbeiter der Reichsvertretung der deutschen Juden in Berlin Er war seit 1929 Redakteur der CV-Zeitung. 
1939 flüchtete er nach London, wo er in der jüdischen Flüchtlingsbetreuung tätig war. Bereits 1946 kehrte er nach Deutschland zurück, wo er in verschiedenen jüdischen Hilfsorganisationen arbeitete. Lowenthal war Vorstandsmitglied und wissenschaftlicher Mitarbeiter des Leo-Baeck-Instituts in London und Repräsentant des Instituts in Deutschland. Er publizierte in verschiedenen jüdischen Zeitungen und Zeitschriften und war Herausgeber der Jüdischen Sozialarbeit und des Lexikons des Judentums. 1969 zog er nach West-Berlin. Er ist auf dem Friedhof Heerstraße begraben.
Lowenthal war in erster Ehe seit 1937 mit der ebenfalls emigrierten Bibliothekarin Ilse Zorek, später unter dem Namen Ilse R. Wolff, verheiratet, die Ehe wurde 1954 geschieden, ab 1968 war er mit der Historikerin Cécile Hensel verheiratet.

## Schriften (Auswahl)
- Die Vereinheitlichung des europäischen Verkehrs seit dem Kriege. Ein Beitrag zum Problem eines wirtschaftlichen Europa. Köln 1929, OCLC 645872578.
- (Hrsg.): Philo-Atlas: Handbuch für die jüdische Auswanderung. Philo, Jüdischer Buchverlag, Berlin 1938 (Philo-Lexika; 3).
- (Hrsg.): Bewährung im Untergang. Ein Gedenkbuch. Stuttgart: Deutsche Verlags-Anstalt, 1965 OCLC 579849857.
- Juden in Preußen. Biographisches Verzeichnis. Ein repräsentativer Querschnitt. Berlin 1981, ISBN 3-496-01012-6.
- Die historische Lücke. Betrachtungen zur neueren deutsch-jüdischen Historiographie. Tübingen 1987, ISBN 3-16-845227-0.